# Светско првенство у атлетици у дворани 2025 — штафета 4 × 400 метара за жене
Трка штафета 4 × 400 м у женској конкуренцији на 20. Светском првенству у атлетици у дворани 2025. одржана је 23. марта у  новоизграђеној дворани „Нанкингова коцка“ у Омладинском олимпијском спортском парку у Нанкингу.

## Земље учеснице
Учествовало је 24 такмичарки у 6 штафета из исто толико земаља.
| 1. Аустралија (4) 2. Бразил (4) 3. Кина (4) | 1. Пољска (4) 2. САД (4) 3. Шри Ланка (4) |

## Освајачи медаља
| Освајачи медаља                                    |                                                                  |                                              |  |  |  |  |
|                                                    |                                                                  |                                              |  |  |  |  |
|                                                    |                                                                  |                                              |  |  |  |  |
|                                                    |                                                                  |                                              |  |  |  |  |
| Кванера Хејс Бејли Лир Rosey Effiong Алексис Холмс | Justyna Święty-Ersetic Александра Формал Анастасија Куш Ана Грик | Ели Бир Ела Коноли Бела Пасквали Џема Полард |  |  |  |  |
| САД                                                | Пољска                                                           | Аустралија                                   |  |  |  |  |

## Рекорди пре почетка Светског првенства 2025.
Рекорди у штафети 4х400 метара за жене пре почетка светског првенства 21. марта 2025. године:
| Рекорди пре почетка Светског првенства 2025. | Рекорди пре почетка Светског првенства 2025. | Рекорди пре почетка Светског првенства 2025.                          | Рекорди пре почетка Светског првенства 2025. | Рекорди пре почетка Светског првенства 2025. | Рекорди пре почетка Светског првенства 2025. |
| -------------------------------------------- | -------------------------------------------- | --------------------------------------------------------------------- | -------------------------------------------- | -------------------------------------------- | -------------------------------------------- |
| Светски рекорд                               | Арканзас                                     | Амбер Анинг, Џоан Рид, Rosey Effiong, Бритон Вилсон                   | 3:21,75                                      | Албукерки, СAD                               | 11. март 2023.                               |
| Рекорд светских првенстава                   | САД                                          | Кванера Хејз, Џорџен Молин, Шакима Вимбли, Кортни Около               | 3:23,85                                      | Бирмингем, Уједињено Краљевство              | 4. март 2018.                                |
| Најбољи резултат сезоне                      | Холандија                                    | Лике Клавер, Нина Франке, Кателијн Питерс, Фемке Бол                  | 3:24,34                                      | Апелдорн, Холандија                          | 9. март 2025.                                |
| Афрички рекорд                               | Нигерија                                     | Омолара Омотосо, Пејшонс Окон Џорџ Букола Абогунлоко, Фолашаде Абуган | 3:29,67                                      | Сопот, Пољска                                | 8. март 2014.                                |
| Азијски рекорд                               | Бахреин                                      | Салва Ајд Насер, Аминат Џамал Иман Еса Јасим, Кеми Адекоја            | 3:35,07                                      | Доха, Катар                                  | 21. фебруар 2016.                            |
| Северноамерички рекорд                       | Сједињене Државе                             | Кванера Хејз, Џорџен Молин, Шакима Вимбли, Кортни Около               | 3:23,85                                      | Бирмингем, Уједињено Краљевство              | 4. март 2018.                                |
| Јужноамерички рекорд                         | —                                            |                                                                       |                                              |                                              |                                              |
| Европски рекорд                              | Русија                                       | Јулија Гушчина, Олга Котљарова Олга Зајцева, Олесија Красномовец      | 3:23,37                                      | Глазгов, Уједињено Краљевство                | 28. јануар 2006.                             |
| Океанијски рекорд                            | Аустралија                                   | Сузан Ендруз, Тања Ван Хер-Мерфи, Тамсин Маноу, Кети Фриман           | 3:26,87                                      | Маебаши, Јапан                               | 7. март 1999.                                |

## Квалификациона норма
| Дворана    | Отворено |
| ---------- | -------- |
| нема норме |          |

## Сатница
| Датум          | Време | Ниво   |
| -------------- | ----- | ------ |
| 23. март 2025. | 21:21 | Финале |

## Резултати

### Финале
Финале је одржано 23. марта 2025. у 21:21.,,
| Пласман | Штафета    | Атлетичарке                                                                     | НР      | Резултат | Нап. |
| ------- | ---------- | ------------------------------------------------------------------------------- | ------- | -------- | ---- |
|         | САД        | Кванера Хејс, Бејли Лир, Rosey Effiong, Алексис Холмс                           | 3:23,85 | 3:27,45  |      |
|         | Пољска     | Justyna Święty-Ersetic, Александра Формал, Анастасија Куш, Ана Грик             | 3:26,09 | 3:32,05  | НРС  |
|         | Аустралија | Ели Бир, Ела Коноли, Бела Пасквали, Џема Полард                                 | 3:26,87 | 3:32,65  | НРС  |
| 4.      | Кина       | Хајлинг Јен, Фенгдан Ли, Сију Цуо, Јинглан Љу                                   | 3:38,17 | 3:38,56  | НРС  |
| 5.      | Шри Ланка  | М. А. Н. Харшани Фернандо, М. Х. Џајеш Утара, Надиша Раманајеке, Лакшима Мендис |         | 3:40,62  |      |
|         | Бразил     |                                                                                 |         | НС       |      |